# Matteo Bellina
Matteo Bellina (Milano, 2 novembre 1979) è un attore italiano, noto per i suoi ruoli di attore bambino tra il 1987 e il 1994.

## Biografia
Matteo Bellina è nato a Milano nel 1979. Ha iniziato a lavorare nel mondo della pubblicità a soli cinque anni. Nel 1987 gli è stato affidato il suo ruolo più famoso, quello di protagonista della miniserie televisiva Un bambino di nome Gesù, diretta da Franco Rossi. Basata sui vangeli apocrifi, è stata una delle prime produzioni ad esplorare i cosiddetti "anni perduti di Gesù", inaugurando un filone che comprenderà diversi altri titoli.
Sono quindi seguite alcune partecipazioni, in ruoli minori, a serie e film per la televisione nonché al lungometraggio Barocco di Claudio Sestieri (1991). Bellina ha ottenuto nuovamente una parte di rilievo nel film tv Un figlio a metà (1992) e nel sequel Un figlio a metà - Un anno dopo (1994). Queste sono state le sue ultime prove di attore.

## Vita privata
Laureatosi in economia e commercio all'Università Cattolica di Milano nel 2004, esercita la professione di consulente finanziario. È fidanzato con la giornalista Maria Chiara Antonini ed è appassionato di arte, design e auto d'epoca.

## Filmografia

### Televisione
- Un bambino di nome Gesù, regia di Franco Rossi (1988)
- Un bambino di nome Gesù - l'Attesa, regia di Franco Rossi (1989)
- Don Tonino e la setta del sacrificio, episodio della serie Don Tonino, regia di Fosco Gasperi (1990)
- Il colore della vittoria, regia di Vittorio De Sisti (1990)
- Un bambino di nome Gesù - Il Mistero, regia di Franco Rossi (1991)
- Il coraggio di Anna, regia di Giorgio Capitani (1992)
- Un figlio a metà, regia di Giorgio Capitani (1992)
- Un figlio a metà - Un anno dopo, regia di Giorgio Capitani (1994)

### Cinema
- Barocco, regia di Claudio Sestieri (1991)